# Tupigny
Tupigny est une commune française située dans le département de l'Aisne, en région Hauts-de-France.

## Géographie

### Localisation
La commune se trouve dans l'aire d'attraction de Guise ainsi que dans son bassin de vie, et dans la zone d'emploi de Saint-Quentin.

### Communes limitrophes
Les communes limitrophes sont  Grand-Verly, Hannapes, Lesquielles-Saint-Germain, Mennevret, Petit-Verly, Vénérolles et Wassigny.
| Mennevret   | Wassigny                  |          |
| Petit-Verly | Tupigny                   | Hannapes |
| Grand-Verly | Lesquielles-Saint-Germain | Iron     |

### Géologie et relief
La superficie de la commune est de 12,84 km2 ; son altitude varie de 95  à   178 mètres.

### Hydrographie

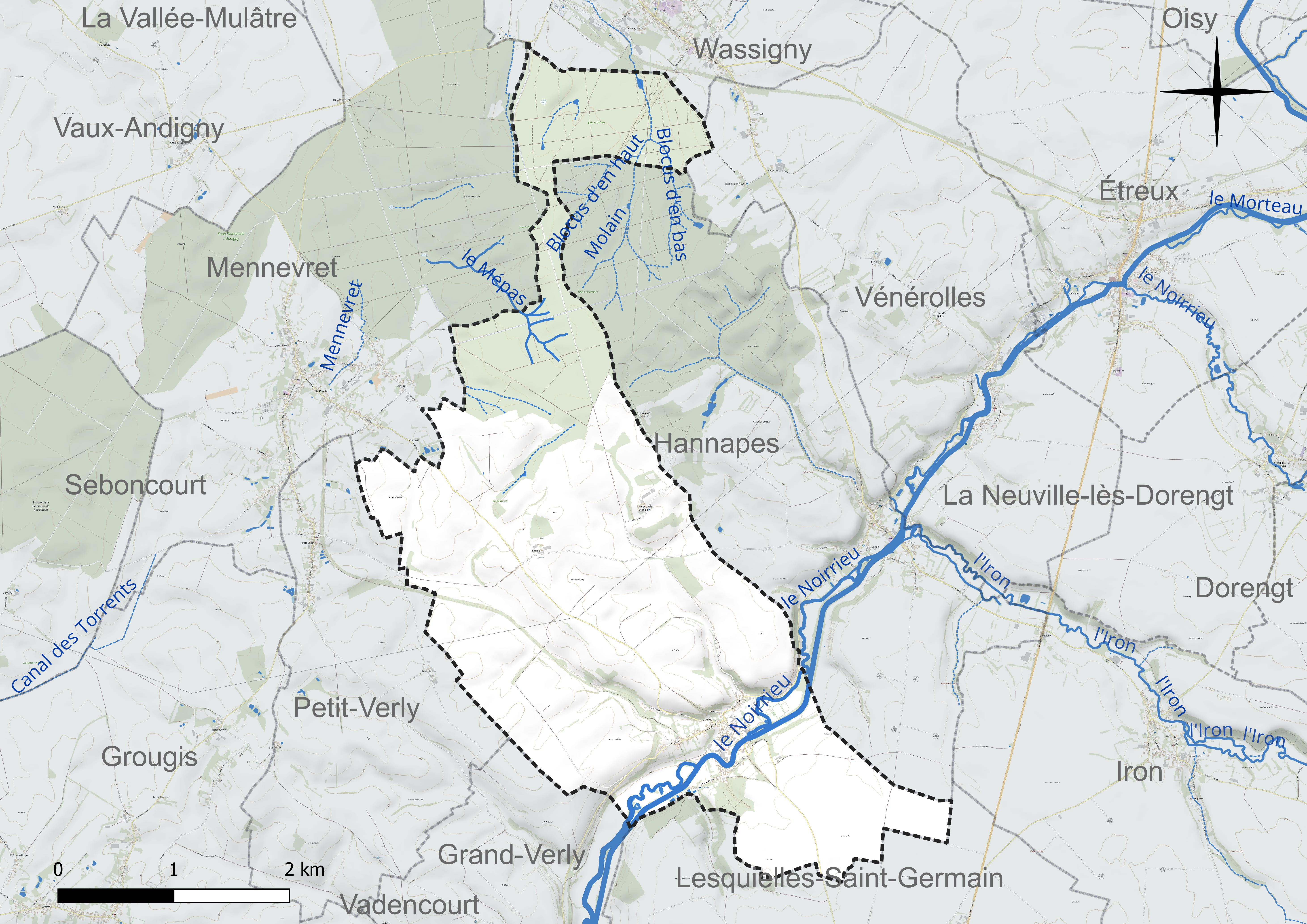
Réseau hydrographique de Tupigny.

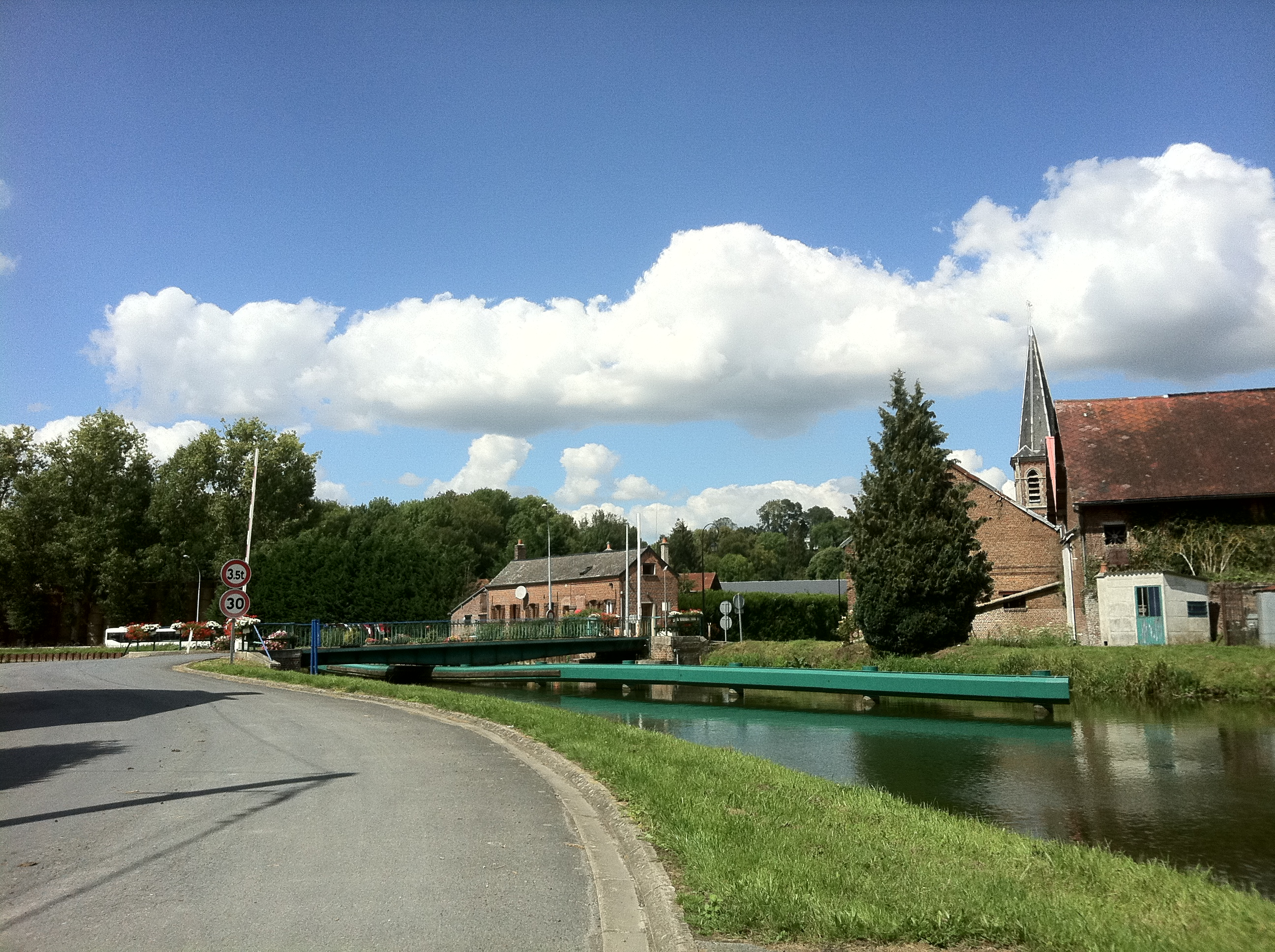
Le pont tournant du canal de la Sambre à l'Oise.

La commune est traversée par la ligne de partage des eaux entre les bassins hydrographiques Artois-Picardie et Seine-Normandie.
Elle est drainée par le canal de la Sambre à l'Oise, le Blocus d'en Bas, le Blocus d'en Haut, le Mépas et Molain,.
Le Noirrieu, d'une longueur de 33 km, prend sa source dans la commune de La Flamengrie et se jette  dans l'Oise (rive gauche) à Vadencourt, après avoir traversé onze communes.

### Climat
Pour des articles plus généraux, voir Climat des Hauts-de-France et Climat de l'Aisne.
En 2010, le climat de la commune est de type climat océanique dégradé des plaines du Centre et du Nord, selon une étude du CNRS s'appuyant sur une série de données couvrant la période 1971-2000. En 2020, Météo-France publie une typologie des climats de la France métropolitaine dans laquelle la commune est exposée à un climat océanique altéré et est dans la région climatique Nord-est du bassin Parisien, caractérisée par un ensoleillement médiocre, une pluviométrie moyenne régulièrement répartie au cours de l'année et un hiver froid (3 °C).
Pour la période 1971-2000, la température annuelle moyenne est de 10,1 °C, avec une amplitude thermique annuelle de 14,7 °C. Le cumul annuel moyen de précipitations est de 792 mm, avec 13,1 jours de précipitations en janvier et 9,2 jours en juillet. Pour la période 1991-2020, la température moyenne annuelle observée sur la station météorologique la plus proche, située sur la commune de Fontaine-lès-Vervins à 24 km à vol d'oiseau, est de 10,5 °C et le cumul annuel moyen de précipitations est de 826,3 mm,. Pour l'avenir, les paramètres climatiques de la commune estimés pour 2050 selon différents scénarios d'émission de gaz à effet de serre sont consultables sur un site dédié publié par Météo-France en novembre 2022.

### Environnement et milieux naturels
La falaise de Tupigny constitue l'une des dernières pelouses calcicoles (ou larris) du nord du département de l'Aisne. Elle représente un élément patrimonial important de par sa position géographique sur des coteaux et par ses influences climatiques sub-montagnardes. Le site présente un fort intérêt botanique et entomologique, en accueillant une végétation exceptionnelle en plaine, constituée de groupements à affinités montagnardes, d'éboulis mobiles et de stades de fixation.
La falaise fait partie de la ZNIEFF de type 1 "ensemble de pelouses de la vallee de l'Oise
en amont de Ribemont et pelouse de Tupigny".

## Urbanisme

### Typologie
Au 1er janvier 2024, Tupigny est catégorisée commune rurale à habitat dispersé, selon la nouvelle grille communale de densité à 7 niveaux définie par l'Insee en 2022.
Elle est située hors unité urbaine. Par ailleurs la commune fait partie de l'aire d'attraction de Guise, dont elle est une commune de la couronne,. Cette aire, qui regroupe 21 communes, est catégorisée dans les aires de moins de 50 000 habitants,.

### Occupation des sols

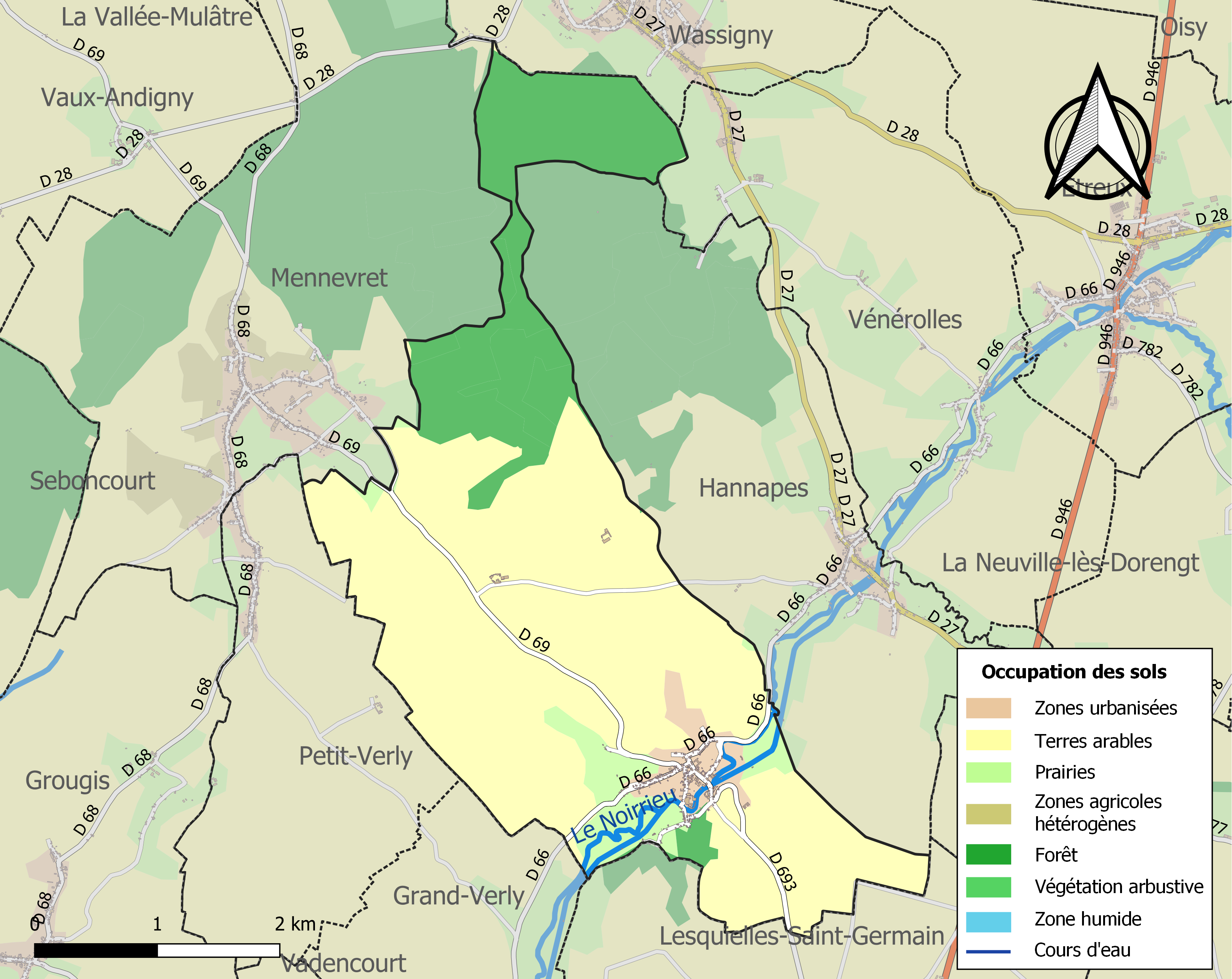
Carte de l'occupation des sols de la commune en 2018 (CLC).

L'occupation des sols de la commune, telle qu'elle ressort de la base de données européenne d'occupation biophysique des sols Corine Land Cover (CLC), est marquée par l'importance des territoires agricoles (73,6 % en 2018), une proportion identique à celle de 1990 (73,6 %).
La répartition détaillée en 2018 est la suivante : terres arables (67,5 %), forêts (22,5 %), prairies (6,1 %), zones urbanisées (3,9 %).
L'évolution de l'occupation des sols de la commune et de ses infrastructures peut être observée sur les différentes représentations cartographiques du territoire : la carte de Cassini (XVIIIe siècle), la carte d'état-major (1820-1866) et les cartes ou photos aériennes de l'IGN pour la période actuelle (1950 à aujourd'hui).

### Habitat et logement
En 2021, le nombre total de logements dans la commune était de 183, alors qu'il était de 181 en 2016 et en 2011.
Parmi ces logements, 77,4 % étaient des résidences principales, 8,3 % des résidences secondaires et 14,3 % des logements vacants. Ces logements étaient pour 97,8 % d'entre eux des maisons individuelles et pour 1,6 % des appartements.
Le tableau ci-dessous présente la typologie des logements à Tupigny en 2021 en comparaison avec celle de l'Aisne et de la France entière. Une caractéristique marquante du parc de logements est ainsi une proportion de résidences secondaires et logements occasionnels (8,3 %) supérieure à celle du département (3,4 %) mais inférieure à celle de la France entière (9,7 %).
| Typologie                                               | Tupigny | Aisne | France entière |
| ------------------------------------------------------- | ------- | ----- | -------------- |
| Résidences principales (en %)                           | 77,4    | 86,7  | 82,2           |
| Résidences secondaires et logements occasionnels (en %) | 8,3     | 3,4   | 9,7            |
| Logements vacants (en %)                                | 14,3    | 9,9   | 8,1            |

## Toponymie
Le nom de la localité est attesté sous les formes Tupegies (1145) ; Tuvegies (1169) ; Tuppigni (1148) ; Tupegny (1155) ; Tupigni (1256) ; Tupegni (1270) ; Tupeigny (1312) ; Tupigniacum (XIVe siècle) ; Thupigny (1446) ; Thuppigny (1568) ; Tuppigny (1629).

## Histoire

### Ancien Régime
Sous l'Ancien Régime, Tupigny relève de l'intendance de Soissons, du bailliage de Guise ainsi que de son élection, et du diocèse de Laon.

### Époque contemporaine
La gare de Tupigny était située sur la ligne de Laon au Cateau, sur une section ouverte par la Compagnie des chemins de fer du Nord en 1896 et fermée en 1951,.

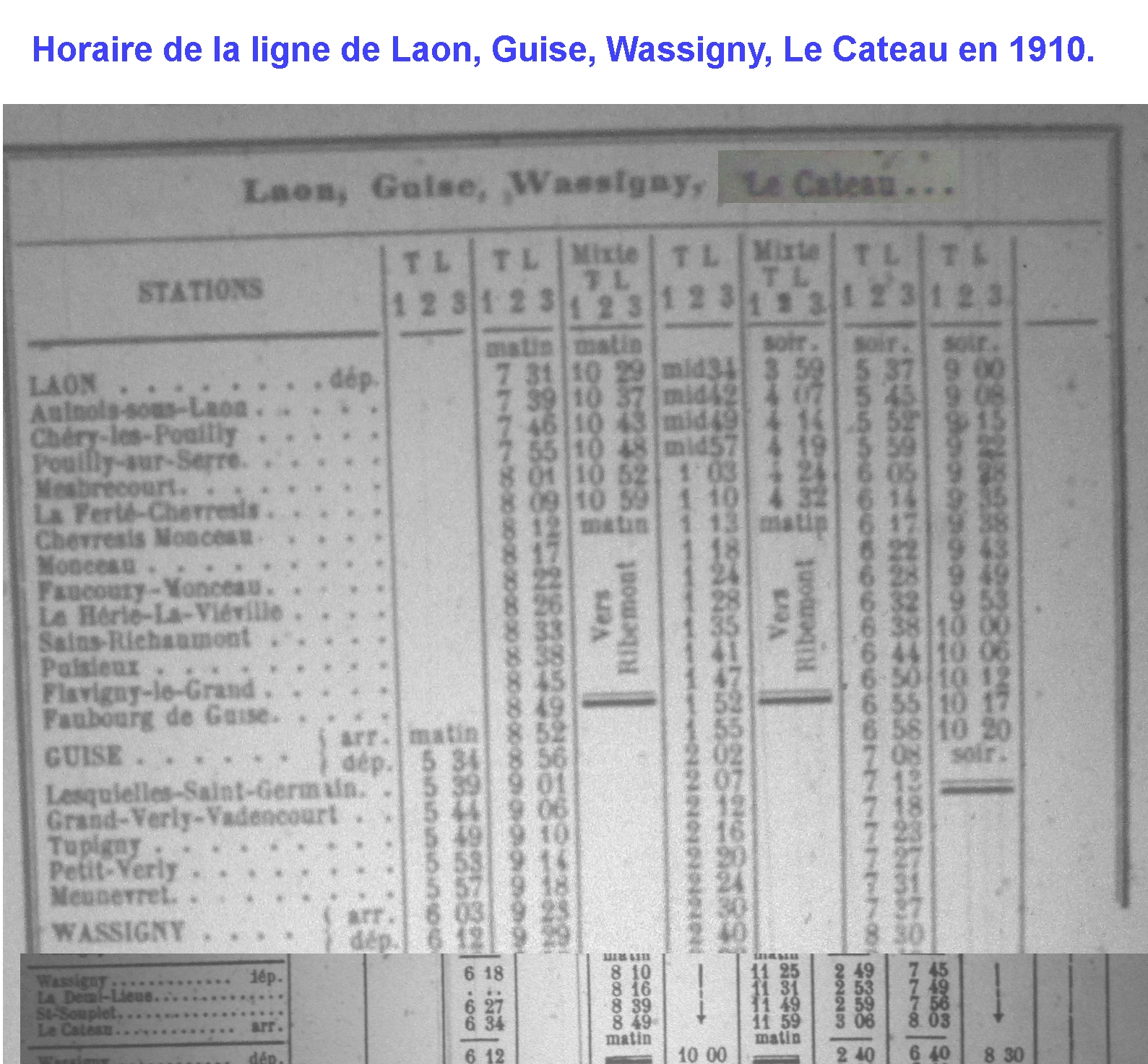

Durant la Première Guerre mondiale, la commune subit d'importantes destructions et a été décorée de la Croix de guerre 1914-1918, le 21 avril 1922.
En 1978, Albert Egret, un ancien habitant du village qui a vécu au Maroc où il a fait fortune, lègue le revenu de 120 millions de francs à la commune de Tupigny. Le stade de la commune porte le nom de ce bienfaiteur.

## Politique et administration

### Rattachements administratifs et électoraux

#### Rattachements administratifs
La commune se trouve  dans l'arrondissement de Vervins du département de l'Aisne.
Elle faisait partie depuis 1801 du canton de Wassigny. Dans le cadre du redécoupage cantonal de 2014 en France, cette circonscription administrative territoriale a disparu, et le canton n'est plus qu'une circonscription électorale.

#### Rattachements électoraux
Pour les élections départementales, la commune fait partie depuis 2014 du canton de Guise.
Pour l'élection des députés, elle fait partie de la troisième circonscription de l'Aisne depuis le dernier découpage électoral de 2010.

### Intercommunalité
Tupigny était membre de la communauté de communes de la Région de Guise, un établissement public de coopération intercommunale (EPCI) à fiscalité propre créé fin 1993 et auquel la commune avait transféré un certain nombre de ses compétences, dans les conditions déterminées par le code général des collectivités territoriales.
Dans le cadre des dispositions de la loi portant nouvelle organisation territoriale de la République du 7 août 2015, qui prévoit que les établissements publics de coopération intercommunale (EPCI) à fiscalité propre doivent avoir un minimum de 15 000 habitants, cette intercommunalité a fusionné avec la petite communauté de communes de la Thiérache d'Aumale pour former, le 1er janvier 2017, la communauté de communes Thiérache Sambre et Oise, dont est désormais membre la commune.

### Liste des maires
| Période                                  | Période                      | Identité         | Étiquette | Qualité                                                                                            |
| ---------------------------------------- | ---------------------------- | ---------------- | --------- | -------------------------------------------------------------------------------------------------- |
| Les données manquantes sont à compléter. |                              |                  |           | |
|                                          |                              |                  |           | |
| avant 1877                               |                              | M. Vanaique      |           | |
|                                          |                              |                  |           | |
| avant 1981                               | 1983                         | Émile Ducastelle | PCF       | |
| avant 1988                               |                              | Jacques Bergny   |           | |
|                                          |                              |                  |           | |
| mars 2001                                | En cours (au 6 janvier 2025) | Jean-Luc Egret   | DVD       | Retraité de l'agriculture, petit-neveu du bienfaiteur Albert Egret Réélu pour le mandat 2020-2026, |

## Équipements et services publics

### Espace public
Ville fleurie : une fleur attribuée en 2007 par le Conseil des Villes et Villages Fleuris de France au Concours des villes et villages fleuris.

### Santé et solidarité
Une maison d’accueil et de résidence pour l’autonomie (MARPA) des personnes âgées, construite en 1996, constituée de 17 studios  situés au cœur du village, a été acquise par la commune en 2025 grâce au legs d'Albert Egret.

## Population et société

### Démographie
L'évolution du nombre d'habitants est connue à travers les recensements de la population effectués dans la commune depuis 1793. Pour les communes de moins de 10 000 habitants, une enquête de recensement portant sur toute la population est réalisée tous les cinq ans, les populations de référence des années intermédiaires étant quant à elles estimées par interpolation ou extrapolation. Pour la commune, le premier recensement exhaustif entrant dans le cadre du nouveau dispositif a été réalisé en 2008.

En 2022, la commune comptait 335 habitants, en évolution de −2,05 % par rapport à 2016 (Aisne : −1,97 %, France hors Mayotte : +2,11 %).
| 1793  | 1800 | 1806 | 1821 | 1831  | 1836  | 1841  | 1846  | 1851  |
| ----- | ---- | ---- | ---- | ----- | ----- | ----- | ----- | ----- |
| 1 020 | 909  | 916  | 941  | 1 112 | 1 123 | 1 183 | 1 173 | 1 238 |

| 1856  | 1861  | 1866  | 1872  | 1876  | 1881  | 1886 | 1891 | 1896 |
| ----- | ----- | ----- | ----- | ----- | ----- | ---- | ---- | ---- |
| 1 222 | 1 280 | 1 279 | 1 190 | 1 114 | 1 015 | 927  | 924  | 994  |

| 1901 | 1906 | 1911 | 1921 | 1926 | 1931 | 1936 | 1946 | 1954 |
| ---- | ---- | ---- | ---- | ---- | ---- | ---- | ---- | ---- |
| 841  | 816  | 719  | 594  | 575  | 524  | 482  | 425  | 458  |

| 1962 | 1968 | 1975 | 1982 | 1990 | 1999 | 2006 | 2008 | 2013 |
| ---- | ---- | ---- | ---- | ---- | ---- | ---- | ---- | ---- |
| 450  | 436  | 381  | 330  | 348  | 350  | 359  | 361  | 352  |

| 2018 | 2022 | - | - | - | - | - | - | - |
| ---- | ---- | - | - | - | - | - | - | - |
| 329  | 335  | - | - | - | - | - | - | - |

## Culture locale et patrimoine

### Lieux et monuments

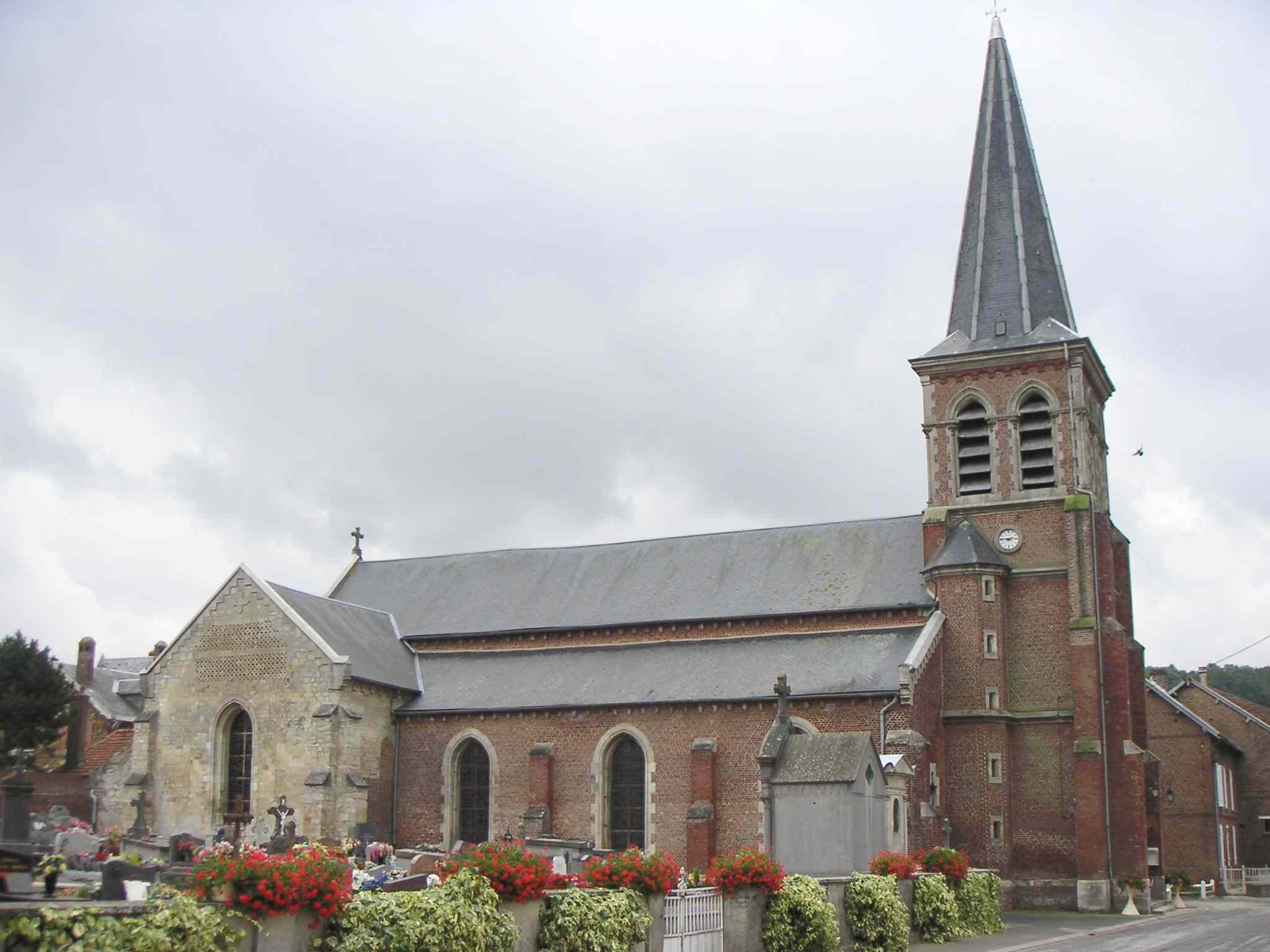
L'église.

- Église Sainte-Madeleine de Tupigny.

### Héraldique
| Blason de Tupigny | Blason  | D'azur à l'écusson d'argent accompagné de huit coquilles du même ordonnées en orle. Ornements extérieursCroix de guerre 1914-1918 |
| Blason de Tupigny | Détails | Armes de la famille de Tupigny, anciens seigneurs du lieu. Le statut officiel du blason reste à déterminer.                       |

## Pour approfondir